# Oxyopes globifer
Oxyopes globifer es una especie de araña del género Oxyopes, familia Oxyopidae. Fue descrita científicamente por Simón en 1876.
Habita desde el Mediterráneo hasta Asia Central, Irak e Irán.